# James Franco
James Edward Franco (født 19. april 1978) er en amerikansk skuespiller, filminstruktør, manuskriptforfatter, filmproducer, forfatter og kunstner. Han har spillet med tv-serien Freaks and Geeks og har medvirket i adskillige ungdomsfilm. Han har vundet en Golden Globe for at spille titelrollen i tv-filmen James Dean, men er nok blevet kendt blandt publikum for sin rolle som Harry Osborn i Spider-Man-filmene. I 2006 medvirkede Franco i tre Hollywood film, Tristan & Isolde, Annapolis og Flyboys. I 2010 blev Franco nomineret til endnu en Golden Globe for sin præstation i filmen 127 Hours, hvor han spiller Aron Ralston, der var ude for en ulykke i Utah og sad fastklemt i en kløft i seks dage, inden han tog drastiske midler i brug for at overleve.

## Biografi

### Opvækst
James Franco blev født den 19. april 1978 i Palo Alto, Californien, USA. Hans forældre er Doug Franco og Betsy Levine Verne (en digter, forfatter og redaktør) og hans mormor, Mitzi Levine, kører Verne Art Gallery, en fremstående kunstudstilling i Cleveland i Ohio. Francos far er af portugisisk og svensk afstamning, mens hans mor er jødisk, en efterkommer af immigranter fra Rusland. 
Han voksede op i Californien med sine to yngre brødre, Tom og David, og dimitterede fra Palo Alto High School i 1996, hvor han blev valgt af sin årgang, som drengen med det "bedste smil". Efterfølgende blev han optaget på University of California, Los Angeles med engelsk som hovedfag, og studerede drama og skuespil. Men mod sine forældres vilje, droppede han ud efter det første år og valgte at forfølge sim drøm om en professionel karriere som skuespiller og tog dramalektioner hos Robert Carnegie ved Playhouse West. Efter femten måneders træning, begyndte han, at gå til auditions i Los Angeles i Californien og fik sit første gennembrud i 1999, efter han blev castet i en hovedrolle i den kortlivede, men roste tv-serie Freaks and Geeks. Franco har siden beskrevet serien som "en af de sjoveste arbejdserfaringer, som han har haft" .

### Skuespil
Francos første rolle i en storfilm var i den romantiske komedie Whatever It Takes fra 2000. Han blev senere castet som James Dean i instruktøren Mark Rydells biografiske TV-film af samme navn fra 2001. Rollen førte Franco til en meget kritisk anerkendelse, og han fik i 2002 en Golden Globe, ligesom han blev nomineret til en Emmy Award og en Screen Actors Guild Awards. 
Efter at været blevet set i James Dean blev Franco faktisk overvejet til rollen som Peter Parker i filmversionen af Spider-Man, men blev i stedet castet i birollen som Harry Osborn, sønnen af den sindssyge superskurk Den Grønne Gnom. Skuespilleren Robert De Niro håndplukkede derefter Franco til at spille sin søn i dramafilmen Mark of a Murderer.
Både Spider-Man (2002) og Spider-Man 2 (2004) blev meget godt modtaget af anmeldere og publikum, og Franco blev automatisk mere kommerciel og har siden medvirket sammen med Neve Campbell i The Company (2003).
I 2006, medvirkede Franco sammen med Tyrese Gibson i Annapolis og spillede derefter den legendariske helt Tristan i Tristan & Isolde, en dramatisering af Tristan og Isolde historien, som også havde britiske skuespillerinde Sophia Myles med på rollelisten. Han trænede med luftakrobatikholdet  "The Blue Angels" og modtog et flyvecertifikat i forberedelserne til sin rolle i Flyboys, der blev udgivet i september, 2006; den samme måned optrådte Franco kort i The Wicker Man, en gyserfilm med Nicolas Cage (der instruerede ham i Sonny).
Francos er også kendt fra filmen Pineapple Express, en komedie med Seth Rogen, som er skrevet og produceret af Judd Apatow, der begge arbejdede sammen med Franco på Freaks and Geeks .

### Kunst
Kunst og maleri er nogle af Francos særlige talenter, som han udviklede under sine år i gymnasiet, mens han gik på en privat malerskole. Franco har udtalt sig om at male var det "udløb" han behøvede i high school, og at han "har malet længere end han har spillet skuespil." . Hans malerier, blev for første gang udstillet offentligt på Glü Gallery i Los Angeles, Californien fra 7. januar 2006 til 11. februar 2006.  I Spider-Man 3 bliver Franco, som spiller Harry Osborn, vist malende et billede af en vase i sit palæ.

### Privatliv
Under optagelser til What Ever It Takes, mødte Franco skuespillerinden Marla Sokoloff, som han var kæreste med i lang tid efterfølgende. Nu kommer han sammen med Ahna O’Reilly. Han har udtalt, han havde det svært med kærligheden i sine unge år, da han gik med bøjle.

## Filmografi
| År   | Titel                       | Rolle                     | Notater               |
| ---- | --------------------------- | ------------------------- | --------------------- |
| 1999 | Never Been Kissed           | Jason Way (Populær fyr)   |                       |
| 1999 | Freaks and Geeks            | Daniel Desario            | Serie                 |
| 2000 | Whatever It Takes           | Chris Campbell            |                       |
| 2001 | James Dean                  | James Dean                | TNT Cable Movie       |
| 2002 | Sonny                       | Sonny Phillips            | Begrænset udgave      |
| 2002 | City by the Sea             | Joey                      |                       |
| 2002 | Spider-Man                  | Harry Osborn              |                       |
| 2002 | Deuces Wild                 | Tino                      |                       |
| 2003 | The Company                 | Josh                      |                       |
| 2004 | Spider-Man 2                | Harry Osborn              |                       |
| 2005 | The Ape                     | Harry Walker              | Direkte til videofilm |
| 2005 | The Great Raid              | Kaptajn Prince            |                       |
| 2005 | Fool's Gold                 | Brent                     | Instruktør og skaber  |
| 2006 | Tristan & Isolde            | Tristan                   |                       |
| 2006 | Annapolis                   | Jake Huard                |                       |
| 2006 | The Wicker Man              | Fyr i bare # 1            |                       |
| 2006 | Flyboys                     | Blaine Rawlings           |                       |
| 2006 | The Holiday                 | Ham selv                  | Optrådte ukrediteret  |
| 2006 | The Dead Girl               | Derek                     |                       |
| 2007 | Spider-Man 3                | Harry Osborn / New Goblin |                       |
| 2007 | Knocked Up                  | Ham selv                  |                       |
| 2007 | In the Valley of Elah       | Sergeant Dan Carnelli     |                       |
| 2007 | Finishing the Game          | Dean Silo/"Rob Force"     |                       |
| 2007 | An American Crime           | Dennis                    |                       |
| 2007 | Camille                     | Silias                    |                       |
| 2007 | Good Time Max               | Max Verbinski             |                       |
| 2008 | Pineapple Express           | Saul                      |                       |
| 2008 | Nights in Rodanthe          | Mark Flanner              |                       |
| 2008 | Milk                        | Scott Smith               |                       |
| 2010 | 127 Hours                   | Aron Ralston              |                       |
| 2011 | Abernes Planet: Oprindelsen | 'Will' Rodman             |                       |